# Championnat de Tchécoslovaquie de football 1969-1970
Navigation
Saison précédente Saison suivante
La saison 1969-1970 du Championnat de Tchécoslovaquie de football est la 39e édition du championnat de première division en Tchécoslovaquie. Les seize meilleurs clubs du pays se retrouvent au sein d'une poule unique, la First League, où les formations s'affrontent deux fois, à domicile et à l'extérieur. À l'issue du championnat, les deux derniers du classement sont relégués et remplacés par les deux meilleurs clubs de II. Liga, la deuxième division tchécoslovaque.
C'est le club du SK Slovan Bratislava, qui termine en tête du classement du championnat avec trois points sur le double tenant du titre, le FC Spartak Trnava et cinq sur l'AC Sparta Prague. C'est le 5e titre de champion de Tchécoslovaquie de l'histoire du club, le premier depuis 1955. Le Slovan enchaîne avec un deuxième trophée, après sa victoire en Coupe des Coupes 1968-1969 et rate de peu le doublé en s'inclinant après la séance de tirs au but en finale de la Coupe de Tchécoslovaquie face au TJ Gottwaldov, club promu de II. Liga.

## Les 16 clubs participants
| - Dukla Prague - AC Sparta Prague - FK Inter Bratislava - SK Slovan Bratislava - Jednota Trencin - TJ ZVL Žilina - VSS Kosice - SONP Kladno - Promu de II. Liga | - TJ Gottwaldov - Promu de II. Liga - FC Banik Ostrava - Lokomotiva Kosice - FC Bohemians Prague - Promu de II. Liga - Sklo Union Teplice - SK Slavia Prague - Spartak Trnava - Tatran Presov - Promu de II. Liga |

## Compétition

### Classement
Le barème utilisé pour établir le classement est le suivant :
- Victoire : 2 points
- Match nul : 1 point
- Défaite : 0 point

| Rang | Équipe                  | Pts | J  | G  | N  | P  | Bp | Bc | Diff |
| ---- | ----------------------- | --- | -- | -- | -- | -- | -- | -- | ---- |
| 1    | ŠK Slovan Bratislava    | 43  | 30 | 16 | 11 | 3  | 39 | 15 | +24  |
| 2    | FC Spartak Trnava (T)   | 40  | 30 | 15 | 10 | 5  | 55 | 23 | +32  |
| 3    | Sparta Prague           | 38  | 30 | 15 | 8  | 7  | 40 | 25 | +15  |
| 4    | FK Inter Bratislava     | 36  | 30 | 14 | 8  | 8  | 45 | 32 | +13  |
| 5    | Sklo Union Teplice      | 33  | 30 | 11 | 11 | 8  | 26 | 19 | +7   |
| 6    | FC Lokomotíva Košice    | 32  | 30 | 12 | 8  | 10 | 36 | 25 | +11  |
| 7    | Dukla Prague            | 32  | 30 | 10 | 12 | 8  | 34 | 31 | +3   |
| 8    | VSS Košice              | 30  | 30 | 10 | 10 | 10 | 32 | 31 | +1   |
| 9    | Tatran Prešov (P)       | 30  | 30 | 9  | 12 | 9  | 22 | 22 | 0    |
| 10   | Jednota Trenčín         | 27  | 30 | 8  | 11 | 11 | 35 | 29 | +6   |
| 11   | FC Baník Ostrava        | 26  | 30 | 7  | 12 | 11 | 26 | 32 | -6   |
| 12   | TJ ZVL Žilina           | 26  | 30 | 9  | 8  | 13 | 34 | 42 | -8   |
| 13   | SK Slavia Prague        | 26  | 30 | 7  | 12 | 11 | 29 | 42 | -13  |
| 14   | TJ Gottwaldov (C) (P)   | 23  | 30 | 8  | 7  | 15 | 28 | 45 | -17  |
| 15   | SONP Kladno (P)         | 21  | 30 | 7  | 7  | 16 | 29 | 61 | -32  |
| 16   | FC Bohemians Prague (P) | 17  | 30 | 3  | 11 | 16 | 23 | 59 | -36  |

|  | Qualification pour la Coupe d'Europe des clubs champions 1970-1971                                |
|  | Qualification pour la Coupe des Coupes 1970-1971                                                  |
|  | Qualification pour la Coupe des villes de foires 1970-1971                                        |
|  | Relégation en II. Liga                                                                            |
|  | (T) Tenant du titre (C) Vainqueur de la Coupe du Tchécoslovaquie (P) : Promu de deuxième division |

## Bilan de la saison
| Championnat de Tchécoslovaquie de football 1969-1970 |                                 |
| Champion                                             | SK Slovan Bratislava (5e titre) |
| Coupes et trophées                                   |                                 |
| Vainqueur de la Coupe de Tchécoslovaquie 1969-1970   | TJ Gottwaldov                   |
| Qualifications continentales                         |                                 |
| Coupe d'Europe des clubs champions 1970-1971         | SK Slovan Bratislava            |
| Coupe des Coupes 1970-1971                           | TJ Gottwaldov                   |
| Coupe des villes de foires 1970-1971                 | AC Sparta Prague                |
| Coupe des villes de foires 1970-1971                 | FC Spartak Trnava               |
| Promotions et relégations                            |                                 |
| Promus en I. Liga                                    | Skoda Plzen                     |
| Promus en I. Liga                                    | TZ Trinec                       |
| Relégués en II. Liga                                 | SONP Kladno                     |
| Relégués en II. Liga                                 | FC Bohemians Prague             |